# Anurophorus certus
Anurophorus certus är en urinsektsart som beskrevs av Hercule Nicolet 1847. Anurophorus certus ingår i släktet Anurophorus och familjen Isotomidae. Inga underarter finns listade i Catalogue of Life.